# Ev'ry Time We Say Goodbye
Pour le film de Moshé Mizrahi, voir Every Time We Say Goodbye.
Ev'ry Time We Say Goodbye est une chanson des années 1950 écrite et interprétée par Cole Porter, elle a notamment été reprise par Robbie Williams en 2003 sur son album Sing When You're Winning.

## Reprises notables
- Dave Barbour Trio - The Very Thought of You: Decca Records 1951-57
- Chet Baker - Let's Get Lost (2008)
- Tony Bennett - Tony Bennett: The Music Never Ends (2007)
- Eden Brent - Something Cool (2003)
- June Christy & Stan Kenton - Duet (1955)
- Ray Charles - Ray Charles and Betty Carter (1961)
- John Coltrane - Live Trane: The European Tours (1961), (2001) (Disk 2) My Favorite Things (1961)
- Sammy Davis Jr. - Sammy Davis Jr Sings/Laurindo Almeida Plays (1966), Lonely is the Name (1968), The Rat Pack: 60 Outstanding Performances (2002)
- Ella Fitzgerald - Ella Fitzgerald Sings the Cole Porter Songbook on Verve Records in 1956 and again on her live Pablo release Ella in London (1974).
- Anthony Geary = ABC presents Love Affair
- Kelsey Grammer -  Sideshow Bob - Les Simpson (The Simpsons) - "Krusty Gets Busted" (1990)
- Fred Hersch - ETC (2010)
- Michael Keaton - Jack Frost (1998)
- Stan Kenton - The Stage Door Swings (2005)
- Lee Konitz & Red Mitchell - I Concentrate on You - A Cole Porter Tribute (1987)
- Diana Krall - Quiet Nights (2009)
- Jack Jones - Where Love Has Gone (1964)
- Cleo Laine - That Old Feeling (1999)
- Jeanne Lee - After Hours (1994)
- Annie Lennox - Red Hot + Blue (1990), also on some versions of The Annie Lennox Collection (2009)
- Julie London - The Ultimate Collection (2006)
- Peggy Mann - Best of the Big Bands: Benny Goodman and his Great Vocalists (1995)
- André Manoukian & Loane - So In Love (2010)
- Carmen McRae - When You're Away (1959)
- Mabel Mercer - Sings Cole Porter (1955)
- Ronnie Milsap - Just for a Thrill  (2004)
- Tom Murray  - Cole Porter Moods (2010)
- Silje Nergaard - Port of call (2000)
- Oscar Peterson - Oscar Peterson Plays the Cole Porter Songbook (1959)
- Dianne Pilkington - Little Stories (2010)
- Sonny Rollins - The Sound of Sonny (1957)
- Diane Schuur - In Tribute (1992)
- Carly Simon - Film Noir (1997)
- Nina Simone - The Best of Colpix Years (1992) (first release)
- Simply Red - Men and Women  (1987)
- Jeri Southern - Southern Hospitality/Jeri Gently Jumps (2008)
- Rod Stewart - Reason to Believe: The Complete Mercury Studio Recordings (2002), It Had to Be You: The Great American Songbook (2002)
- Maxine Sullivan - Ruban Bleu Years: Complete Recordings 1944-1949
- Robbie Williams, sur la face de son single  Lazy Days
- Caterina Valente
- Sarah Vaughan - After Hours (1961)
- Rufus Wainwright - Rufus! Rufus! Rufus! Does Judy! Judy! Judy!: Live from the London Palladium (2007)
- Dinah Washington - The Swingin' Miss "D" (1956)
- Keith Jarrett & Charlie Haden - Last Dance (en) (2014)